# ظاعن شاهين
ظاعن محمد ظاعن شاهين النعيمي شاعر وناقد وصحفي من الإمارات، من مواليد إمارة دبي العام 1961. تتصل تجربته بالمنجز الشعري في الإمارات في مطلع الثمانينيات، حيث كبرت القصيدة في أحلام جيل فتي في دولة تملك مخزونًا ثقافيًا وتاريخيًا ثريًا.

## في عالم الصحافة
انخرط شاهين في العام 1984 في مهنة الصحافة بعوالمها المفتوحة والمنفتحة على الآخر، فعمل في صحيفة البيان الإماراتية، فاستلهم بعدًا جديدًا وفضاءً مختلفًا وتواصل مع شرائح مجتمعية مختلفة وثقافات متعددة، لتزيد قلمه صقلا من الحياة وبحرها الكبير.
تدرج في مهنة الصحافة بعد تخرجه من قسم الإعلام بجامعة الإمارات، إذ بدأ محررًا في قسم الشؤون المحلية، فمسئولًا في قسم المراجعة، فرئيسًا للقسم الرياضي، ثم تولى رئاسة إدارة الثقافة والمنوعات ليصبح بعدها نائبًا لرئيس التحرير ثم رئيسًا للتحرير في العام 2005.
هو عضو في مجلس إدارة مؤسسة الشيخ محمد بن راشد آل مكتوم وعضو في ندوة الثقافة والعلوم بدبي وجمعية اتحاد كتاب و أدباء الإمارات، و جمعية الصحفيين بالدولة، وهو الأمين العام المساعد لشؤون التدريب باتحاد الصحافة الخليجية، وعضو الاتحاد العام للكتاب العرب، وعضو مجلس إدارة جائزة الصحافة العربية، واختير أخيرًا في عضوية المجلس الاستشاري للغة العربية.

## بداياته
بدأت أعراض الكتابة لديه في مرحلة مدرسية مبكرة، عندما تنبه مدرس اللغة العربية أن طالبه مختلف عن أقرانه في أسلوب كتابة مادة التعبير فقد كانت لغته قادرةً على استحضار التفاصيل الخفية والدرر الغارقة التي يحتاج إظهارها إلى كاتب مغامر فأخذ بيده واعتنى به ووجهه وشجعه على الولوج إلى عالم الكتابة، ما جعله يراسل صحفًا ومجلات عربية استفاد من تجربتها في رسم توجهه.
بعد الثانوية العامة كان مساره واضحًا حيث أنهى دراسته الجامعية متخصصًا في الإعلام بمساراته المختلفة، لكنه فضل الصحافة كونه يملك تجربة صحافية وأدبية سابقة.
كانت الشرارة الأولى لتجربته الشعرية قد اتقدت في بداية الثمانينيات من القرن الماضي، عندما التقى الأديب والكاتب الراحل محمد الماغوط، وكان آنذاك مشرفًا على ملحق «الخليج الثقافي» فزرع هذا اللقاء في داخله الثقة بقدراته، فما إن انتهى الماغوط من قراءة القصيدة التي عرضها شاهين عليه حتى علّق قائلاً: «رائع، هذه هي الكتابات التي يجب أن تبرز»، وقام على الفور بنشرها.

## في مجال النشر
بداية ظاعن شاهين الحقيقية في مجال النشر ظهرت من خلال أول ديوان شعري بعنوان «آية للصمت» في العام 1990، ويعود الفضل في ظهور هذه المجموعة إلى الأديب عبد الإله عبد القادر، الذي جمع قصائد شاهين المتناثرة والمنشورة في الصحف والمجلات، وأصرّ على إصدارها في كتاب واحد، ضمن إصدارات اتحاد كتاب وأدباء الإمارات.
تتالت الإصدارات بعد ذلك، فأصدر شاهين أول مجموعة مقالات، تحت عنوان «أشياء ليست للبيع» في العام 1992، ثم دراسة نقدية حول فنية القصيدة عند شعراء النبط في الإمارات، حملت عنوان «نقوش على أبواب النبط» وذلك في العام 1995، تلاها ديوان شعري بعنوان «أتهجّاك حلماً»، ثم أصدر كتاب مقالات بعنوان «خارج النص»، فكتاب آخر بعنوان «وجوه أخرى للحياة» ثم كتاب «صعاليك دوت كوم» في العام 2003 ضمن منشورات ندوة الثقافة والعلوم، فديوان شعري من دار رياض الريس - بيروت في العام 2007 بعنوان «ما لم تقله الريح»، وأخيراً كتاب بعنوان «خارج الصورة داخل الإطار».
تواصلت الكتب في مسيرة ظاعن شاهين تتأمل حينًا وتنتقد حينًا وتهادن حينًا، وسارت القصيدة جنبًا إلى جنب، تتكئ مفردته الصحفية على خزانة الشعر، وتنهل كلمته الشعرية من عالم الصحافة، فكبرتا معا وأصبحتا أسلوب كتابة ومحاكاة ودليل معرفة واسعة وشمولية.
تعتمد القصيدة عند ظاعن شاهين على الواقعية الذائبة في الرمزية بما يسمى ترميز الواقع، إضافة إلى أن لغة الشاعر تمتاز بالنقاء، والنصاعة والأصالة والتلوين والتناسب بين اللفظ والمعنى، فلا ركاكة ولا تهافت ولا سوقية ولا ابتذال ولا تقعير أو تغريب، وهذه مزايا تستحق التقدير.

## اللوحة الشعريّة
تتأسس اللوحة الشعرية عند ظاعن شاهين على عنصرين هما الواقع والحلم، الواقع باعتباره تراجيديا، ومن ثم كونه الواقع المرفوض، والحلم باعتباره الواقع المأمول الحافل بالسعادة، يقول:
```
أحمل الحلم المثير 
فاسدلي جفنيك برهة
وامتطي صهوة حلمي 
وارحلي في ليل عيني 
واحلميني..ألمس الجمر بأطراف لساني
باحثاً عن صوت جرحي 
واختلاجات رياحي 
حاملاً أجراس قهري، وظنوني
فانا ما عدت أحلم 
أيقظيني..أيقظيني.
```

## منشوراته
- آية الصمت - ديوان شعري 1990 [9]
- أشياء ليست للبيع - مجموعة مقالات 1992 [10]
- نقوش على أبواب النبط - دراسة نقدية 1995 [11]
- أتهجّاك حلماً - ديوان شعري 1997 [12]
- خارج النص - كتاب مقالات 1998 [13]
- وجوه أخرى للحياة: محطات وملامسات لواقع متغير - كتاب 2003 [14]
- صعاليك دوت كوم: سفر في تفاصيل وجوه غائبة - كتاب 2003 [15]
- ما لم تقله الريح - ديوان شعري 2007 [16]
- داخل الصورة.. خارج الإطار - كتاب 2009 [17][18]
- الصحافة الذكية من المعدن الساخن إلى ثورة الديجتال - كتاب 2014 [19]
- فضاء الإبداع في أشعار فزاع: قراءة في فنيات الخطاب الشعري - ديوان شعري 2016 [20]
- الصحافة في الإمارات من الرواد المؤسسين إلى القادة المؤثرين - كتاب 2017 [21]
- التواصل الإجتماعي والثقافي في الإمارات من التغرودة إلى زقزقة الوسائط المرنة، 2024.[22]